# Christophe Leribault
Christophe Leribault, né le 14 octobre 1963 à Soisy-sous-Montmorency (Val-d'Oise), est un historien d'art, directeur de musée français, conservateur général du patrimoine.

## Biographie
Diplômé de l'École du Louvre, il soutient en 1990, à l'université Paris IV Sorbonne, son mémoire de DEA, Recherches sur le peintre Jean-François de Troy (1679-1752), sous la direction d'Antoine Schnapper, dont il fait une thèse de doctorat soutenue en 1997. Il est pensionnaire en histoire de l'art à l'Académie de France à Rome en 1995-1996. Il est également boursier au J. Paul Getty Museum de Los Angeles (1988) avant de décrocher  la bourse Focillon de l'Université de Yale (1999). En 2002, il publie la monographie de référence sur le peintre Jean-François de Troy aux éditions Arthena.
Après son passage par l’École du Patrimoine à l’issue du concours des conservateurs de la Ville de Paris en 1988, il commence sa carrière comme conservateur au musée Carnavalet, puis devient directeur-adjoint en 2006 du département des Arts graphiques du musée du Louvre. En 2007, il devient, parallèlement, directeur du musée Delacroix.
En novembre 2012, il est nommé directeur du Petit Palais, remplaçant Gilles Chazal. Il assure le commissariat de plusieurs expositions telles que "Paris 1900, la ville spectacle" (2014), "Carl Larsson" (2014), "Le Baroque des Lumières" (2017), "Anders Zorn" (2017), "Paris romantique" (2019) et "Luca Giordano" (2019).
Le 14 septembre 2021, il est nommé président de l’établissement public du musée d'Orsay et du musée de l'Orangerie, pour une prise de fonction au 5 octobre 2021.
Le 25 janvier 2023, il est élu membre de l'Académie des beaux-arts au fauteuil VIII de la section des membres libres, succédant à Pierre Cardin.
Le 9 février 2024, sa nomination est annoncée comme président de l'établissement public du château, du musée et du domaine national de Versailles, en remplacement de Catherine Pégard. Sa nomination est effective le 4 mars 2024.

## Publications
- Les Anglais à Paris au 19e siècle, Paris, Éditions, Paris musées, 1994. Catalogue de l'exposition du musée Carnavalet, commissariat de Ch. Leribault, 20 septembre-11 décembre 1994.
- Peintures du Musée Carnavalet, catalogue sommaire, en collaboration avec Jean-Marie Bruson, Paris, Éditions, Paris musées,1999.
- Lucien Jonas, 1880-1947, collections du Musée Carnavalet, Paris, Éditions, Paris musées, 2003.
- Jean-François de Troy, 1679-1752, Éditions Arthena, 2002  (ISBN 2-903239-30-4).
- Eugène Isabey (1803-1886) - Par les ruelles et par les grèves, Paris, Éditions Le Passage, 2012, 81 p. Catalogue de l'exposition du musée du Louvre, commissariat de Ch. Leribault, 5 juillet-17 septembre 2012.
- Kehinde Wiley, An Archaeology of Silence, Paris, Galerie Templon, 2022.

## Décorations
- Commandeur de l'ordre des Arts et des Lettres (2020, officier en 2013).
- Rayons d'or en sautoir de l'ordre du Soleil Levant (2019).